# August Fryderyk Moszyński
August Fryderyk Moszyński (németül: August Friedrich Moszinski; Drezda, 1731. január 25. – Padova v. Velence, 1786. június 11.) lengyel királyi nagykincstárnok, közgazdász, szabadkőműves, rózsakeresztes, műgyűjtő és mecénás.

## Család és neveltetés
Apja, Jan Kanty Moszyński, II. Ágost lengyel király udvari kincstárnoka volt, édesanyja, Fredericka Alexandrine Cosel pedig II. (Erős) Ágost vér szerinti lánya. Drezdában született és nőtt fel. Apját korán, még 1737-ben elvesztette és innentől a lengyel-szász kettős identitású, szabadkőműves Heinrich von Brühl államférfi pártfogása alatt nevelkedett. Tanulmányait a helyi katonai iskolában végezte és építészetet tanult Gaetano Chiaveritől(en). Tanulmányai során, a felső-arisztokrácia egykori divatja szerint fiatalon, tapasztalatszerzés céljából beutazta Európát ("Grand Tour"), ezen belül járt Franciaországban, Olaszországban és Angliában. Barátságba került Stanisław August Poniatowskival, a későbbi II. Szaniszló Ágost lengyel királlyal, aki uralomra kerülésekor a varsói udvarba hívta.

## Magánélete
1755-ben elvette Teofilę Potockit (akitől aztán 1764-ben elvált), Stanisław lányát, majd a kijevi és szmolenszki vajdasági kormányzó Michał Zdzisław lányát, Helenát. Egy fia született, Jan Nepomuk, aki három unokával ajándékozta meg. Utolsó éveit Olaszországban töltötte korábbi szeretőjével, a balett-táncosnő Anna Binettivel.

## Állami tisztségei
Moszyński a Kincstári Tanács tagja és a Királyi Pénzverde biztosa lett. Már 1765-ban kiérdemelte szolgálataiért a "Szent Sztanyiszláv-érdemrend" kitüntetést, majd ettől az évtől az udvari építkezések és a színház igazgatását is ellátta. Ternopilban és Mikulińce-ben templomokat is tervezett építészként. 1772 után a király magángyűjteményét felügyelte.

## Ezoterikus tevékenységei
Moszyńskinak három szenvedélye volt: a hölgyek, az alkímia és könyvgyűjteménye gyarapítása. Laboratóriumot állított fel, kohászati kemencét építtetett, melyekben fémeket olvasztott és ezekből ötvözeteket gyártott, de sohasem állított elő aranyat. Mindez jelentős anyagi áldozatokat követelt tőle, melynek során számos ingatlanát értékesítenie is kellett, azonban a király szolgálatait nagyra értékelve később további birtokokat adományozott neki.
1769-ben lett Moszyński a Arany- és Rózsakereszt Rendje lengyel nagymestere. Eközben tanulmányt írt Réflexions sur la science hermétique címmel, melyet a királynak ajánlott. Moszyński német, francia és lengyel részekre osztotta a páholyt és a következő misztikus neveket adta nekik: Három testvér, Tökéletes csend és Erényes szarmata. A Szibériai Szarmata Páholyt Friedrich von Brühl vezette. Irányítása alatt és az ő engedélyével alakult meg Eperjesen Az erényes utazóhoz néven, majd több magyarországi helyszínen rózsakeresztes páholy.
1777-ben lett szabadkőműves a zu den drei Helmen (A három sisakhoz) nevű német páholyban, melyet Alois Friedrich von Brühl(de) vezetett. A király valószínűleg rögtön ezután belépett a rózsakeresztesek közé, de nem bizonyos, hogy lovagi, vagy az arany rózsakeresztes szervezetbe, mert több is működött akkor az országban.

## Lásd még
- Arany- és Rózsakereszt Rendje
- Rózsakeresztesek
- Szabadkőművesség

## Fordítás
- Ez a szócikk részben vagy egészben  az   August Fryderyk Moszyński című lengyel Wikipédia-szócikk fordításán alapul.  Az eredeti cikk szerkesztőit annak laptörténete sorolja fel. Ez a jelzés csupán a megfogalmazás eredetét és a szerzői jogokat jelzi, nem szolgál a cikkben szereplő információk forrásmegjelöléseként.